# Wspólnota administracyjna Rochlitz
Wspólnota administracyjna Rochlitz (niem. Verwaltungsgemeinschaft Rochlitz) – wspólnota administracyjna w Niemczech, w kraju związkowym Saksonia, w okręgu administracyjnym Chemnitz, w powiecie Mittelsachsen. Siedziba wspólnoty znajduje się w mieście Rochlitz.
Wspólnota administracyjna zrzesza jedną gminę miejską oraz trzy gminy wiejskie: 
- Königsfeld
- Rochlitz
- Seelitz
- Zettlitz